# Superstar (Buffy)
Superstar est le 17e épisode de la saison 4 de la série télévisée Buffy contre les vampires.

## Résumé
Jonathan Levinson est une star internationale. Buffy et ses amis se tournent vers lui quand ils trouvent un nid de vampires et il conçoit un plan d'attaque, tuant la majorité des vampires à lui tout seul. Buffy en veut encore à Riley d'avoir couché avec Faith lorsque celle-ci occupait le corps de Buffy mais Jonathan trouve les arguments qu'il faut pour qu'elle commence à lui pardonner. Plus tard, Jonathan tient une conférence à l'Initiative où il explique qu'il a trouvé le moyen de détruire Adam : lui enlever sa pile à l'uranium. Il conseille aussi Riley sur sa relation avec Buffy et tous les deux se réconcilient. Mais, dans le même temps, une admiratrice de Jonathan se fait attaquer par un démon. Elle décrit le symbole qu'elle a vu sur le démon et Jonathan semble alors mal à l'aise. Il se trouve qu'il a le même symbole sur son épaule. 
Adam, quant à lui, n'est pas dupe : il sait que quelque chose ne va pas dans la réalité et que la popularité de Jonathan est due à une magie instable. Tara est à son tour attaquée par le démon mais parvient à s'enfuir. Buffy commence alors à se poser des questions sur Jonathan mais le reste du Scooby-gang est incrédule. Jonathan arrive à ce moment et se lance dans des explications peu claires sur la marque qu'il partage avec le démon. Pourtant, tous sauf Buffy semblent convaincus. Buffy et Jonathan partent ensuite à la recherche du démon mais Willow finit par comprendre que Jonathan a lancé un sort qui le rend extraordinaire et que le démon est un effet secondaire de ce sort. Buffy et Jonathan trouvent la tanière du démon (grâce à des informations soutirées à Spike) et Buffy se bat seule contre lui, Jonathan sachant que la mort du démon signifiera la fin de son sortilège. Cependant, il finit par aider Buffy à le tuer et les choses reviennent à la normale.

## Production
Un peu avant le tournage de l'épisode, Danny Strong a été appelé pour une journée de séances de photos afin de créer tous les produits le représentant (calendrier, affiches publicitaires, posters, cartes à collectionner). L'acteur n'avait alors pas encore lu le scénario mais cette journée de travail lui permit de comprendre que son rôle dans l'épisode allait être beaucoup plus important que ceux qu'il avait tenus jusque-là dans la série. Les couvertures des comics Jonathan ont été spécialement créées par Dark Horse Comics, la maison d'édition qui publie les comics sur Buffy et Angel.
Le scénario de l'épisode est de Jane Espenson mais l'idée à la base de l'histoire vient de Joss Whedon. Plusieurs scènes qui étaient initialement prévues pour être tournées en extérieur ont finalement été filmées dans des intérieurs car il est tombé une pluie diluvienne une grande partie de la semaine pendant laquelle l'épisode a été tourné.